# Bernon F. Mitchell
Bernon Ferguson Mitchell (* 11. März 1929 in Eureka, Kalifornien; † 12. November 2001 in Sankt Petersburg) war ein US-amerikanischer Mitarbeiter der National Security Agency und ein Überläufer.
Von 1951 bis 1954 sammelte Mitchell Erfahrung als Kryptologe bei der US Navy. Er diente in Japan bei der Naval Security Group und arbeitete ein weiteres Jahr in Japan bei der NSA. Er erwarb den Bachelor an der Stanford University. 1957 ging er wieder zur NSA.
Mitchell flüchtete 1960 zusammen mit William H. Martin in die Sowjetunion. Am 6. September 1960 fand in Moskau eine internationale Pressekonferenz statt, auf der die beiden Kryptologen über umfangreiche amerikanische Abhöraktionen berichteten. Hauptgrund ihrer Unzufriedenheit waren die Praktiken der Vereinigten Staaten von Amerika bei der Sammlung nachrichtendienstlicher Informationen. Sie waren besorgt über die US-Politik, absichtlich den Luftraum anderer Nationen zu verletzen und über die Praxis, die Öffentlichkeit darüber zu täuschen. Außerdem waren sie enttäuscht über die US-Praxis des Abfangens und des Entschlüsselns geheimer Kommunikation der eigenen Verbündeten und machten auf die Tatsache aufmerksam, dass die US-Regierung bereit war, so weit zu gehen, Agenten bei den eigenen Verbündeten zu rekrutieren.
Martin und Mitchell waren die ersten NSA-Mitarbeiter, die die Seiten wechselten. Dafür werden sie in Amerika bis heute als klassische Verräter angesehen. Den Begriff des Whistleblowers gab es damals noch nicht.